# Lola T280

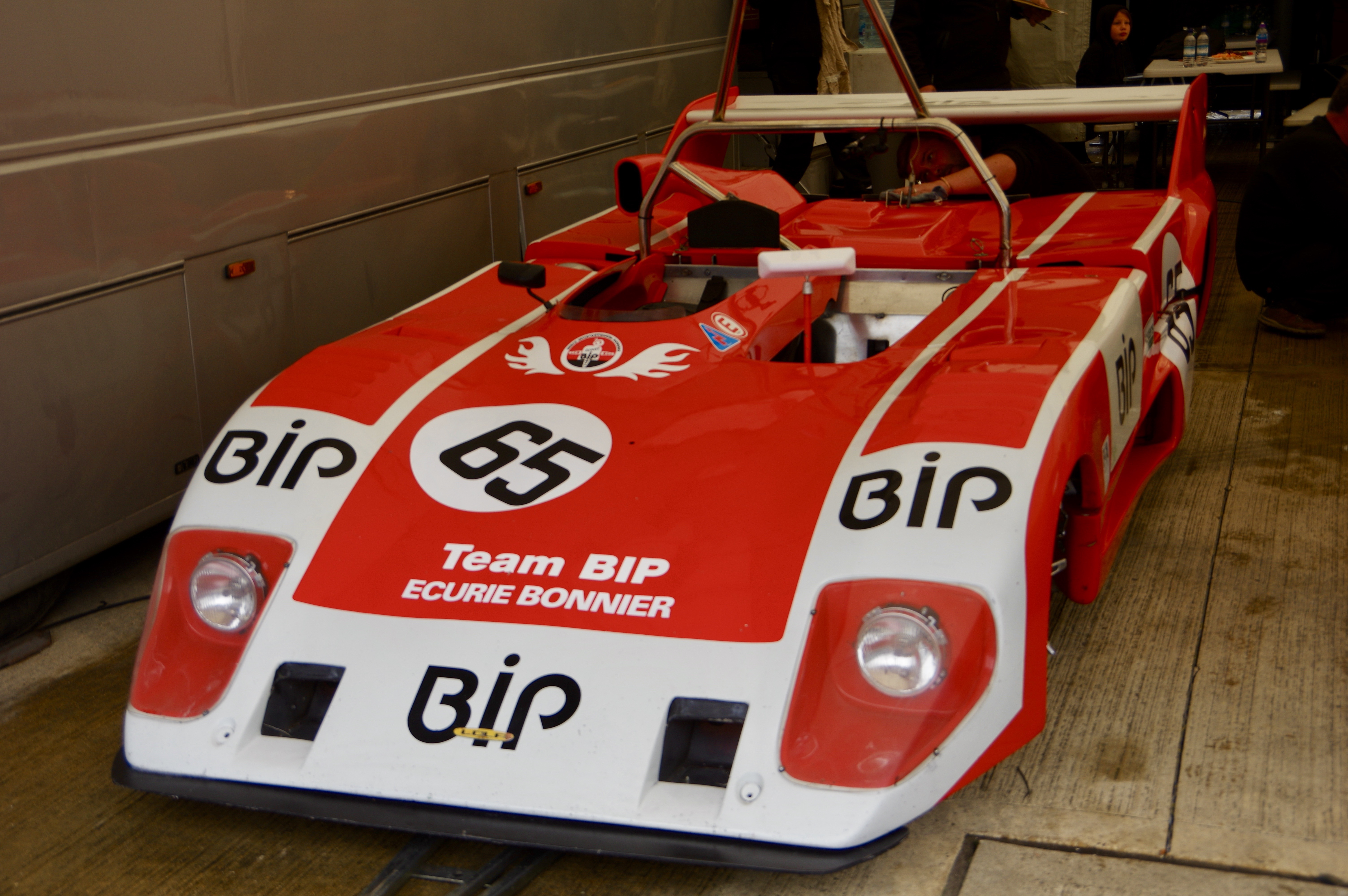
Frontansicht eines Lola T280

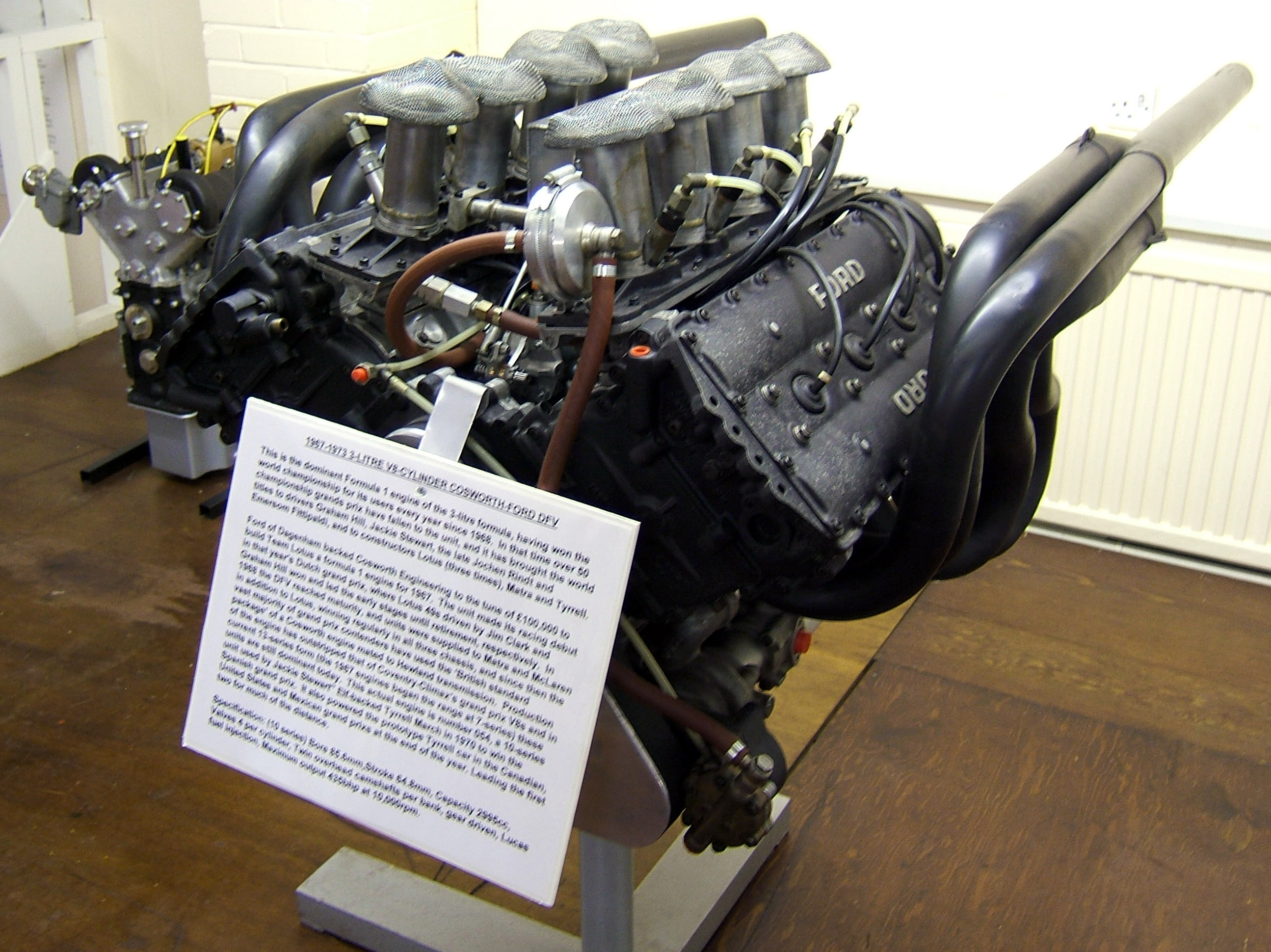
Cosworth 3-Liter-DFV-Motor

Der Lola T280 war ein Sportwagen-Prototyp der 1971 bei Lola Cars entwickelt wurde.

## Entwicklungsgeschichte
In der zweiten Jahreshälfte 1971 entwickelte Eric Broadley ein neues Rennwagenkonzept. Unterstützt wurde er von den beiden jungen Fahrzeugentwicklern Patrick Head und John Barnard. 1971 waren der T70 und der T212 die aktuellen Lola-Rennsportwagen. Die Entwicklung des T70 lag 1971 bereits sechs Jahre zurück und ließ keine nennenswerten Weiterentwicklungen mehr zu. Außerdem hatten fast alle Modelle 5-Liter-Motoren eingebaut und die FIA hatte bereits angekündigt den Hubraum für Sportwagen die ab 1972 in der Sportwagen-Weltmeisterschaft an den Start gehen wollten, auf 3 Liter zu reduzieren. Damit war der T70 kein geeigneter Einsatzwagen mehr. Da der T212 für 2-Liter-Motoren ausgelegt wurde, musste ein neuer Rennwagen entwickelt werden, der 3-Liter-Agreggate aufnehmen konnte.
Aus den ersten Entwürfen entstanden zwei Fahrzeug-Modelle. Der T280, ausgelegt für die Aufnahme von 3-Liter-Rennmotoren, und der T290 für 2-Liter-Motorenkonzepte. Beim 3-Liter-Motor fiel die Wahl auf das DFV-Triebwerk von Cosworth, das ursprünglich für Monoposto-Fahrzeuge der Formel 1 entwickelt wurde. Im Unterschied zum 2-Liter-T290 erhielten die T280 breitere Räder und wegen der höheren Endgeschwindigkeit auch größere Scheibenbremsen.
Die ersten beiden T280, die an die in der Schweiz beheimatete Ecurie Bonnier des schwedischen Rennfahrers Joakim Bonnier ausgeliefert wurden, hatten eine Karossiere aus glasfaserverstärktem Kunststoff. Die restlichen drei gebauten Fahrgestelle wurden mit Aluminium-Aufbauten bestückt.

## Renngeschichte
Den ersten Renneinsatz für den T280 gab es beim 1000-km-Rennen von Buenos Aires 1972, das am 9. Jänner auf dem Autódromo Juan y Oscar Alfredo Gálvez ausgefahren wurde. Bonnier meldete die beiden Fahrgestelle HU1 und HU2 für die drei Fahrer Gérard Larrousse, Chris Craft und Reine Wisell, die beide Wagen abwechselnd fuhren. Während Fahrgestell HU2 nach 106 gefahrenen Runden wegen eines Getriebeschaden abgestellt werden musste, erreichte das Trio mit dem zweiten Chassis den siebten Gesamtrang. Der Rückstand auf die Sieger Ronnie Peterson und Tim Schenken im Werks-Ferrari 312PB betrug 12 Runden. Allerdings gelang es Reine Wisell mit dem ausgefallenen T280 die schnellste Rennrunde zu fahren. Nicht ins Klassement kamen die beiden Rennwagen beim folgenden 6-Stunden-Rennen von Daytona. Das eigentlich über eine Distanz von 24 Stunden laufende Rennen auf dem Daytona International Speedway, wurde auf Grund der Energiekrise Anfang der 1970er-Jahre auf eine Fahrzeit von sechs Stunden verkürzt.
Der dritte Renneinsatz brachte den ersten Sieg. Das 4-Stunden-Rennen von Le Mans zählte zu keiner Rennserie, wurde von vielen Teams aber als willkommene Testmöglichkeit für das kommende 24-Stunden-Rennen von Le Mans genutzt, da das Rennen wie der Langstreckenklassiker im Juni auf den Teils öffentlichen Straßen des Circuit des 24 Heures ausgetragen wurde. Hughes de Fierlant und Jo Bonnier siegten mit deutlichem Vorsprung auf die Konkurrenz.
Drei Monate später verunglückte Bonnier beim 24-Stunden-Rennen im Fahrgestell HU2 tödlich. Um 8 Uhr am Sonntagmorgen unterlief dem erfahrenen Bonnier ein verhängnisvoller Irrtum, als er den Ferrari Daytona des Schweizer Privatfahrers Florian Vetsch beim Anbremsen auf die Indianapolis-Kurve überholen wollte. Um Bonnier vorbeizulassen, bremste Vetsch hart. Bonnier verstand dies möglicherweise falsch, sodass er nach zweimaligem Spurwechsel mit dem Ferrari bei ca. 250 km/h kollidierte. Der Lola wurde acht Meter in die Höhe katapultiert, schleuderte den Fahrer aus dem Cockpit in die Pinienbäume und explodierte beim Bodenkontakt. Bonnier starb noch am Unfallort. Der hinter ihm fahrende Vic Elford nahm an, Bonnier habe die Fehlentscheidung aus Übermüdung getroffen. Der zerstörte Wagen wurde nicht wieder aufgebaut und durch ein neues Chassis, HU5 mit Aluminium-Karosserie, ersetzt. Mit den beiden Fahrzeugen fuhr die Ecurie Bonnier die Weltmeisterschaft fertig. Ende des Jahres gewannen Gérard Larrousse und Jean-Pierre Beltoise mit HU5 das zur Spanischen Rundstrecken-Meisterschaft zählende 1000-km-Rennen von Paris.
Inzwischen waren auch die beiden restlichen Sportwagen ausgeliefert worden. Chassis HU4 ging an ein portugiesisches Rennteam. HU3 erwarb der japanische Rennfahrer Noritake Takahara, der damit in kurzer Folge vier Rennen der Fuji Grand Champion Series 1972 für sich entscheiden konnte.
In Summe konnten mit T280-Fahrgestellen sieben Gesamt- und ein Klassensieg eingefahren werden. Das Nachfolgemodell, der T282, wurde 1973 vorgestellt.